# Sennevoy-le-Haut
Sennevoy-le-Haut är en kommun i departementet Yonne i regionen Bourgogne-Franche-Comté i norra Frankrike. Kommunen ligger i kantonen Cruzy-le-Châtel som tillhör arrondissementet Avallon. År 2022 hade Sennevoy-le-Haut 121 invånare.

## Befolkningsutveckling
Antalet invånare i kommunen Sennevoy-le-Haut
| Referens: INSEE |